# 이승준 (프로게이머)
이승준(2001년 8월 23일 ~ )은 대한민국의 오버워치 프로게이머로 아이디는 WhoRu, 포지션은 DPS이며 오버워치 초창기 시절 보여준 엄청난 실력을 인정받아 빠른 시기에 프로에 입문한 선수이다.
현재는 상하이 드래곤즈에서 활동중이다.

## 선수 생활
GH2, 화이트 웨일 인천 e스포츠를 거쳐 2017년의 첫날 루나틱 하이로 건너온 이승준은 루나틱 하이 이적 후 이듬해인 2018년 1월 19일까지 팀의 주전 DPS로 활동하며 APEX 2회 연속 우승, 서울컵 OGN 슈퍼매치 우승, APEX 시즌 2 결승전 MVP의 영예를 안았고 이후 2018년 1월 29일 T1(전 퓨전 유니버시티)으로 이적하여 컨텐더스 북미 지역 2회 연속 우승, 비트 인비테이셔널 시즌 3 우승, 오버워치 PIT 챔피언십 북미 지역 시즌 2 우승의 기쁨을 맛보았다. 그리고 12월 12일부터 2019년 12월 4일까지 각각 메타 아테나와 스카이폭시즈에서 임대 선수로 활동했으며 2019년 12월 4일 오버워치 리그 소속팀인 뉴욕 엑셀시어로 이적하여 오버워치 리그 2020 시즌 아시아 디비전 4강에 올랐으나 패자 결승에서 서울 다이너스티에 0-3 완패를 당하며 시즌을 마감했고 시즌 종료 후 뉴욕 엑셀시어와의 계약을 종료했다.

## 수상 내역
- 핫식스 오버워치 APEX 시즌 2 우승
- 핫식스 오버워치 APEX 시즌 2 결승전 최우수선수
- 핫식스 오버워치 APEX 시즌 3 우승
- 핫식스 오버워치 APEX 시즌 4 8강
- 서울컵 OGN 슈퍼매치 우승
- 비트 인비테이셔널 시즌 3 우승
- 오버워치 PIT 챔피언십 북미 지역 시즌 2 우승
- 오버워치 컨텐더스 북미 2018 시즌 2 우승
- 오버워치 컨텐더스 북미 2018 시즌 3 우승
- 오버워치 리그 2020 아시아 플레이오프 3위